# Kościół słupowy

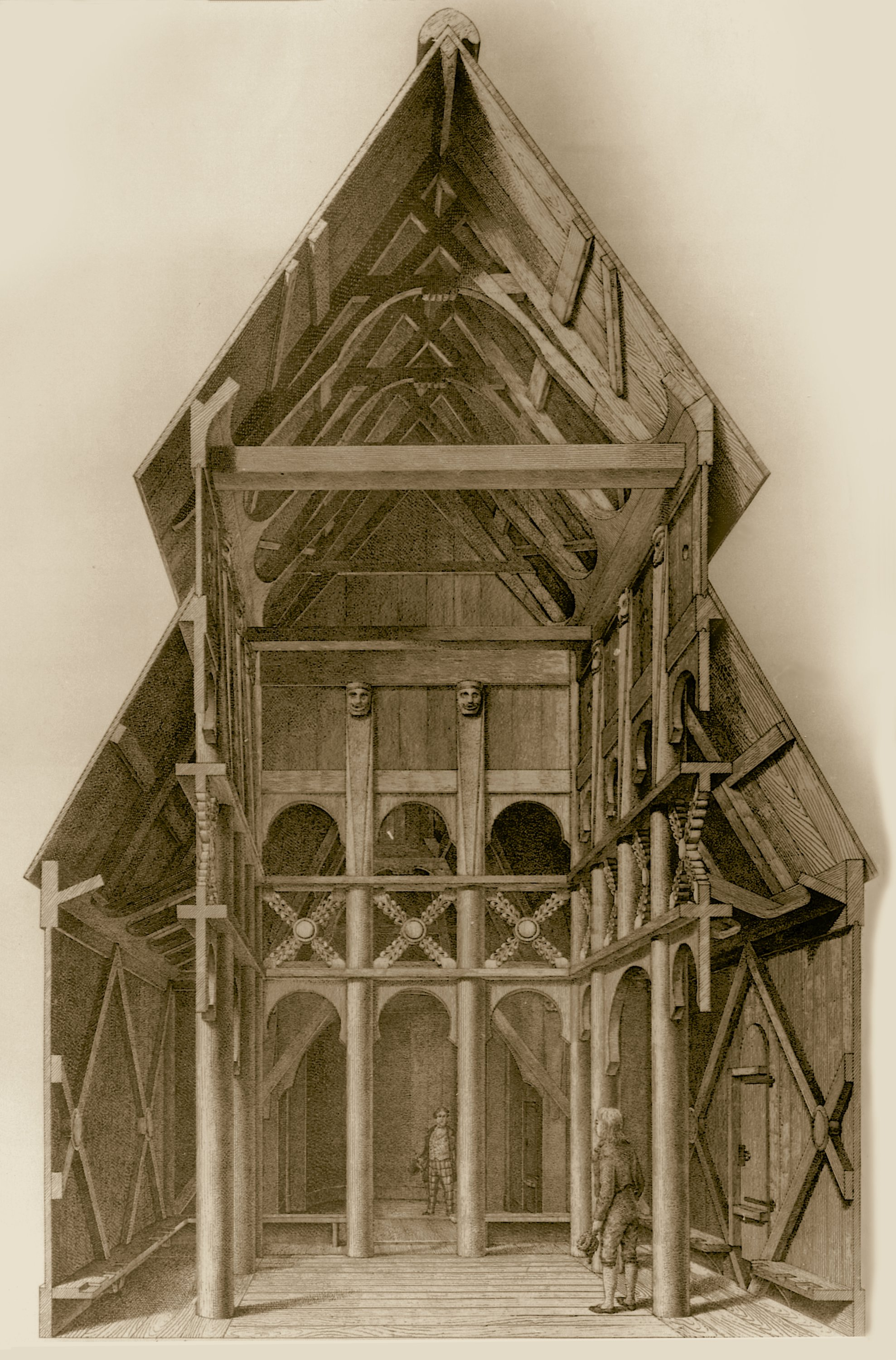
Przekrój ukazujący konstrukcję kościoła słupowego

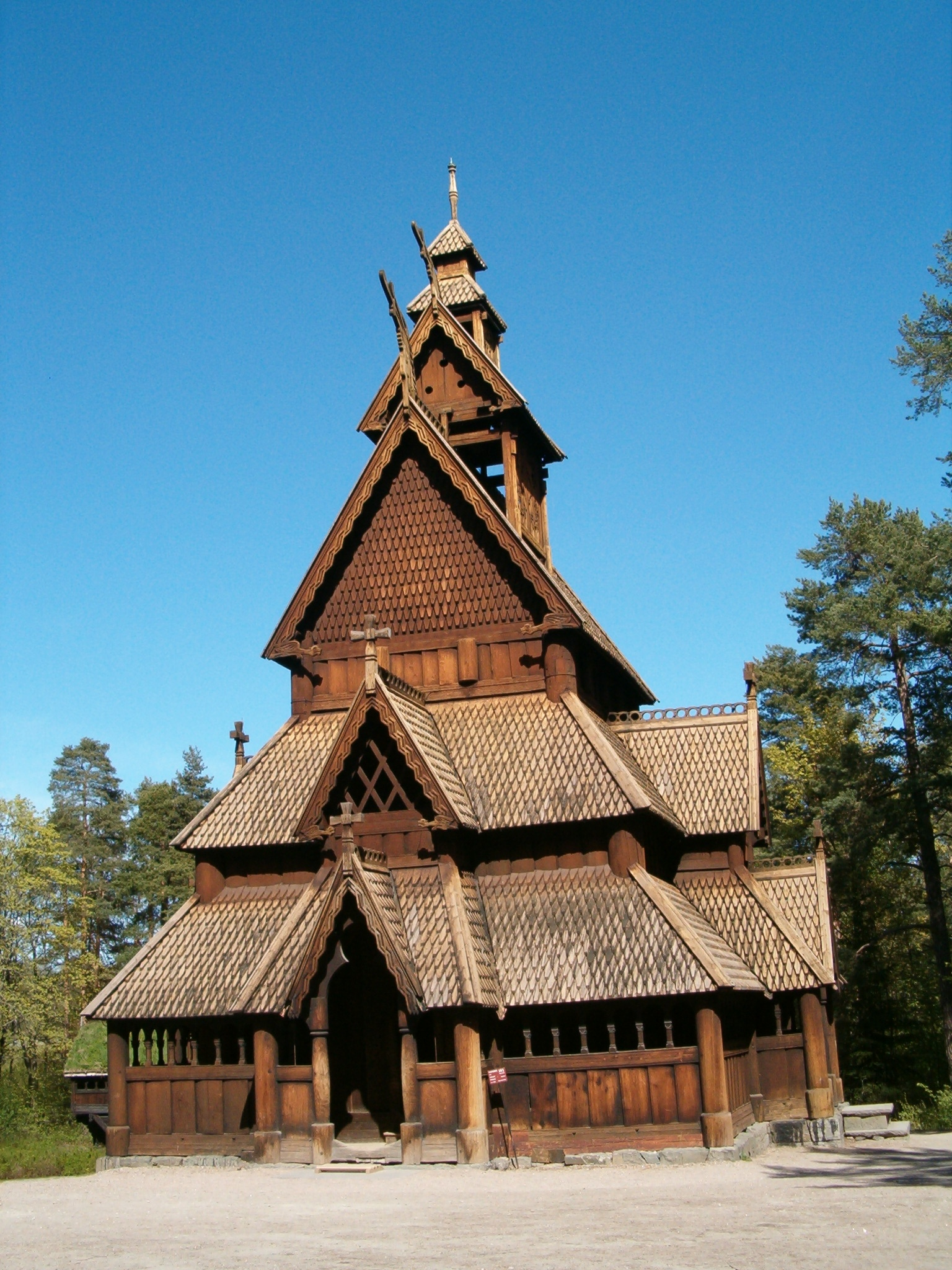
Gol stavkirke

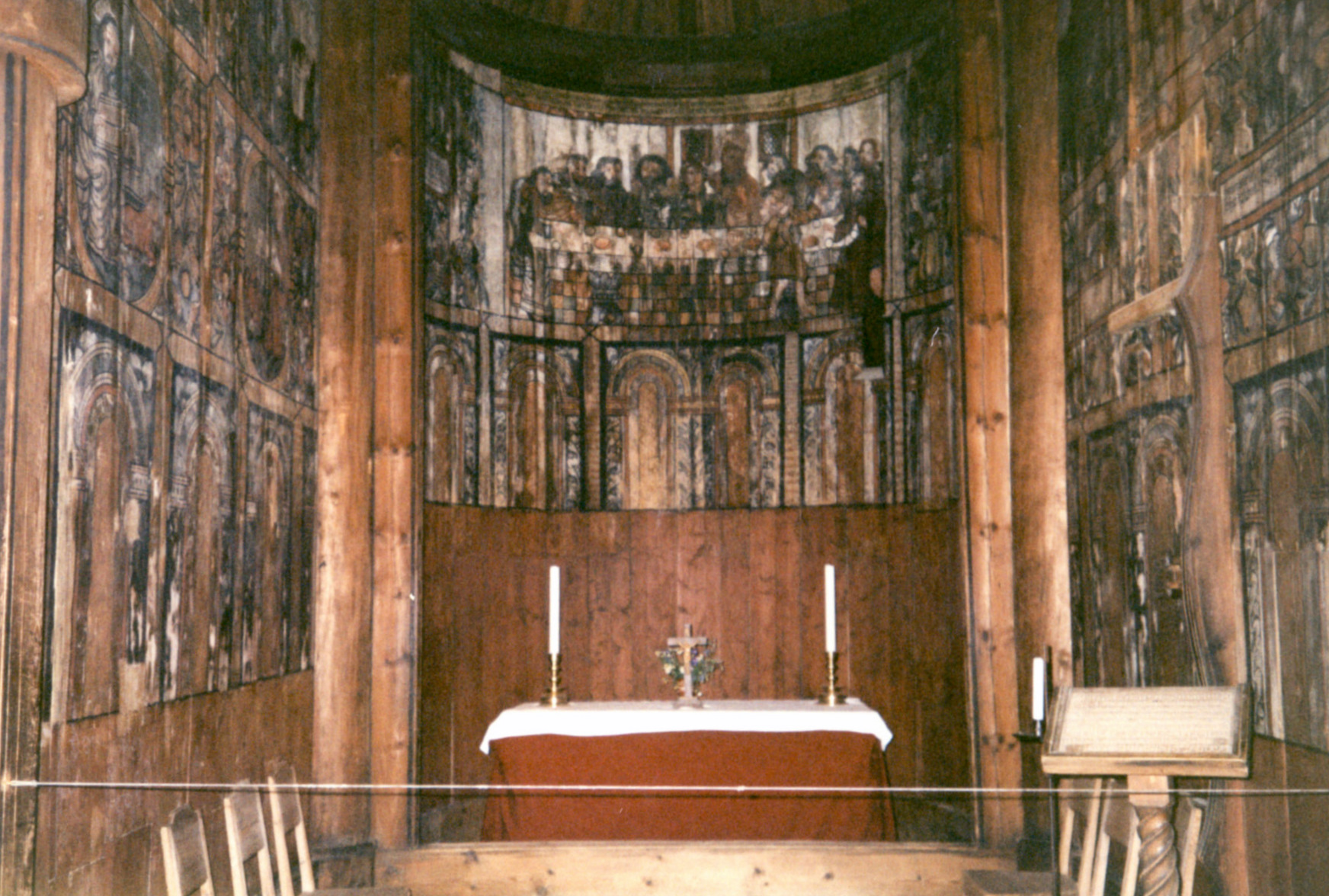
Wnętrze kościoła Gol stavkirke w Oslo

Kościół słupowy (norw. stavkirke) – nazwa szczególnego rodzaju drewnianych kościołów norweskich, wznoszonych od X do XIII w., w których dominują konstrukcyjne elementy pionowe (słupy), w odróżnieniu od typowych konstrukcji zrębowych, zdominowanych przez poziome belki. Kościoły te należą do najstarszych drewnianych zabytków Europy.

## Nazwa
Nazwa pochodzi od konstrukcji tych kościołów, wspartych na wielkich drewnianych narożnych kolumnach. Oprócz tego wewnątrz tych kościołów występują dodatkowe, wolnostojące słupy, podtrzymujące więźbę dachową. Z rzadka występuje centralny słup, na którym wspiera się sygnaturka. Tylko w przypadku tego ostatniego typu w pełni poprawne byłoby użycie innego terminu, używanego czasem na określenie całego tego typu kościołów: „kościół masztowy”. Z kolei nazwa „kościoły klepkowe” prawdopodobnie pochodzi z języka angielskiego, gdzie „klepka” ma się odnosić do desek kryjących ściany tych kościołów. Najbardziej adekwatna byłaby nazwa „kościoły słupowo-ramowe”, co dokładnie oddaje specyfikę ich konstrukcji, ale jedyna polska monografia przedmiotu sugeruje użycie nazwy krótszej. W publikacjach przewodnikowych pojawiają się też określenia takie jak „kościoły typu stav lub „kościoły typu stave.

## Konstrukcja
Są to świątynie o konstrukcji słupowej (stave), a dokładniej – „słupowo-klepkowej”. Trzon konstrukcji stanowi szkieletowa rama złożona z pionowych słupów narożnych spiętych następnie długimi deskami (klepkami), które nakładane pionowo tworzą ścianę kościoła. Kościoły budowane były różnymi technikami, w zależności od regionu i okresu ich konstrukcji. Najprostsze mają jedynie jedną nawę i małe prezbiterium oraz dach oparty na ścianach. Kościoły o najbardziej złożonej konstrukcji posiadają trzy nawy oraz znaczną wysokość. Pokryte są stromym dachem krytym gontem. Kalenice zakończone są najczęściej rzeźbami smoków.
Współcześnie zbudowano jeden kościół o takiej konstrukcji w Askim w południowej Norwegii. Jak dotąd jest to jedyny współczesny stavkirke na świecie.

## Lista kościołów klepkowych
Według szacunków w średniowieczu powstało w Norwegii około tysiąca kościołów słupowych. Do dziś dotrwało jedynie 28 kościołów tego typu w tym kraju zapisanych na oficjalnej liście:
- Borgund stavkirke, Sogn og Fjordane, ok. 1150
- Eidsborg stavkirke, Telemark, XIII wiek
- Flesberg stavkirke, Buskerud, ok. 1200
- Garmo stavkirke, Oppland, ok. 1150 (przeniesiony do Maihaugen w Lillehammer)
- Gol stavkirke, Buskerud, 1212 (przeniesiony do Skansenu Norweskiego w Oslo)
- Grip stavkirke, Møre og Romsdal, XV wiek
- Haltdalen stavkirke, Sør-Trøndelag, ok. 1170
- Hedal stavkirke, Oppland, XII wiek
- Heddal stavkirke, Telemark, 1242
- Hegge stavkirke, Oppland, 1216
- Hopperstad stavkirke, Sogn og Fjordane, 1140
- Høre stavkirke, Oppland, 1180
- Høyjord stavkirke, Vestfold, XII wiek
- Kaupanger stavkirke, Sogn og Fjordane, 1190
- Kvernes stavkirke, Møre og Romsdal, XIV wiek
- Lom stavkirke, Oppland, XII wiek
- Lomen stavkirke, Oppland, 1179
- Nore stavkirke, Buskerud, 1167
- Reinli stavkirke, Oppland, 1190
- Ringebu stavkirke, Oppland, XIII wiek
- Rollag stavkirke, Buskerud, XII wiek
- Rødven stavkirke, Møre og Romsdal, ok. 1200
- Røldal stavkirke, Hordaland, XIII wiek
- Torpo stavkirke, Buskerud, 1191
- Undredal stavkirke, Sogn og Fjordane, XII wiek
- Urnes stavkirke, Sogn og Fjordane, ok. 1130, wpisany na listę światowego dziedzictwa UNESCO
- Uvdal stavkirke, Buskerud, 1168
- Øye stavkirke, Oppland, XII wiek

Poza wyżej wymienionymi świątyniami istnieje kilka innych kościołów tego typu, które ze względu na dokonane zmiany w konstrukcji zostały skreślone z listy. Cztery spośród zachowanych stavkirker znajdują się obecnie poza Norwegią i również nie są zapisane na powyższej liście. Do tej grupy należą kościoły:
- Fantoft stavkirke, Hordaland, 1150 (spalony w 1992, odbudowany w 1997)
- Fåvang stavkirke, Oppland, 1627
- Kościół klepkowy w Hedared, Szwecja, 1501
- Skaga stavkirke, Szwecja, XII wiek (rozebrany w XIX wieku, odbudowany w 2001)
- Vang stavkirke, Vang, XII wiek (przeniesiony w połowie XIX wieku do Karpacza (wówczas w Prusach, teraz w Polsce); obecnie świątynia Wang)

## Galeria zdjęć

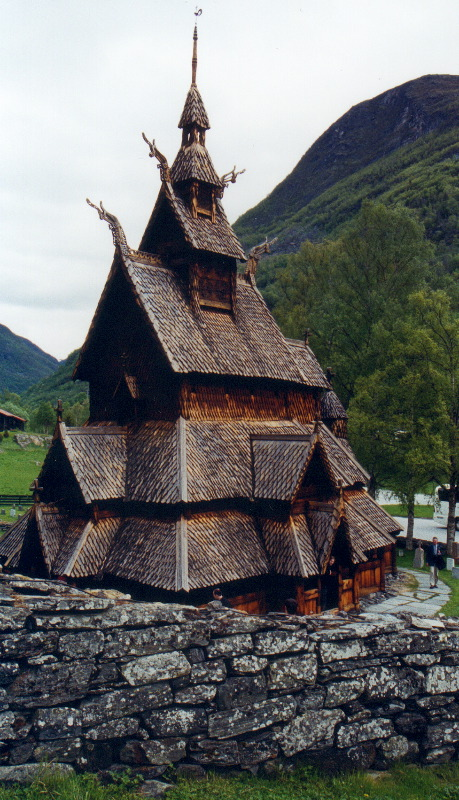
Borgund stavkirke
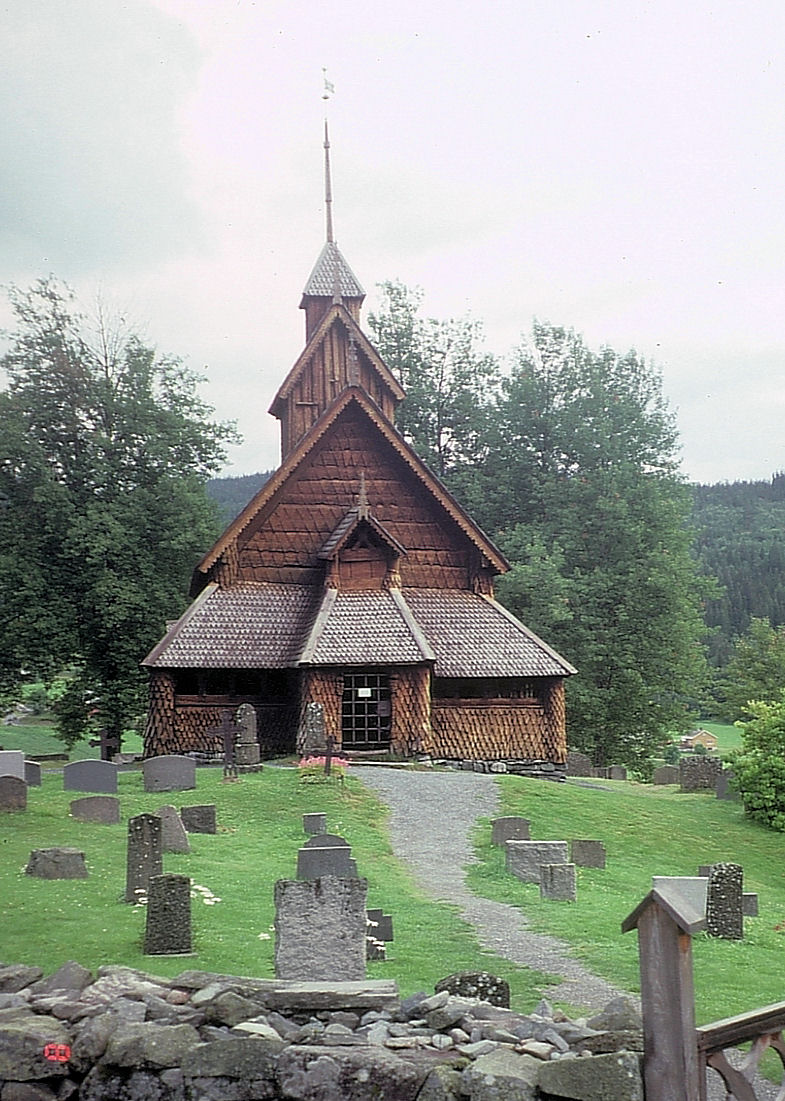
Eidsborg stavkirke
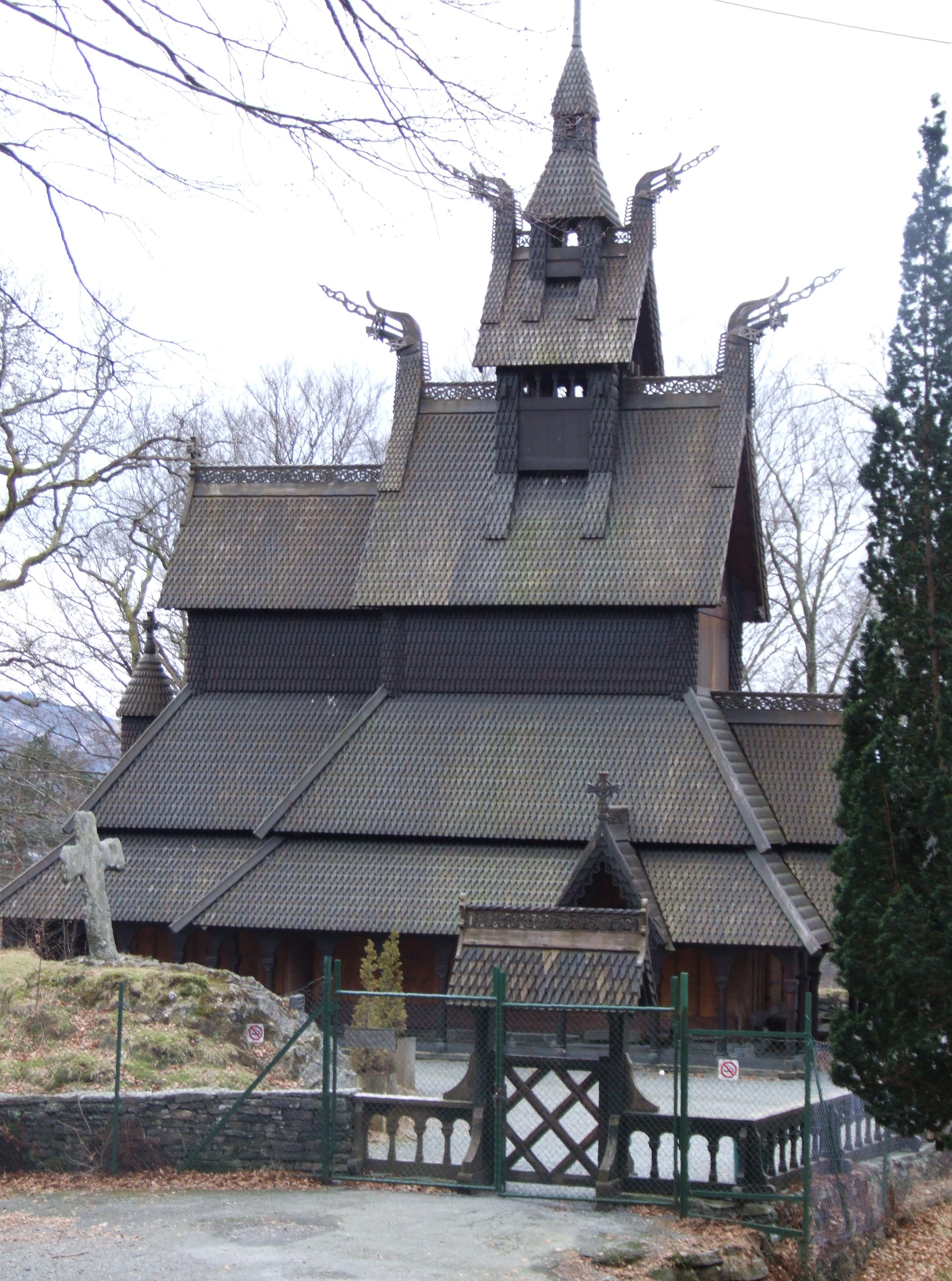
Fantoft stavkirke
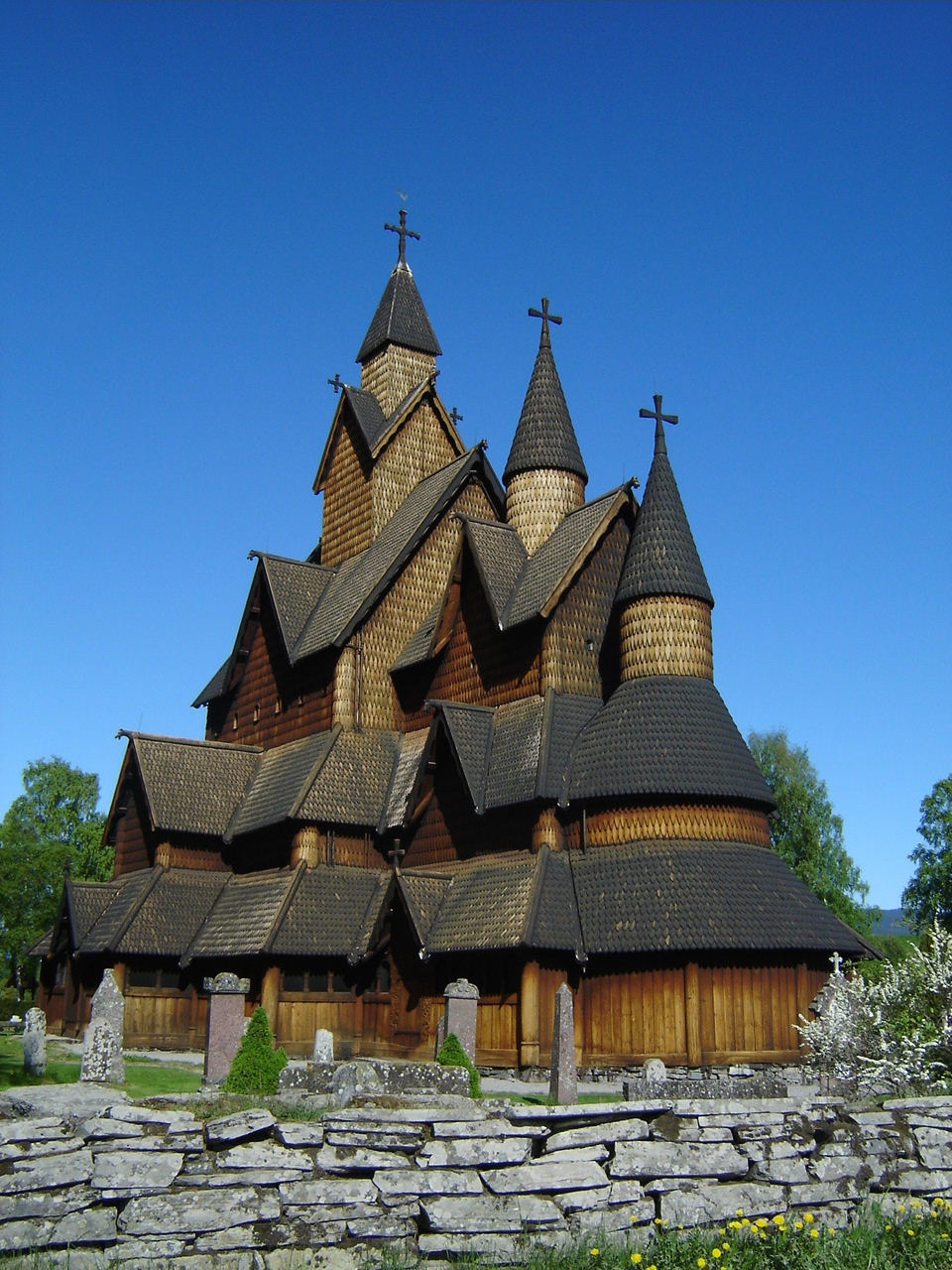
Heddal stavkirke
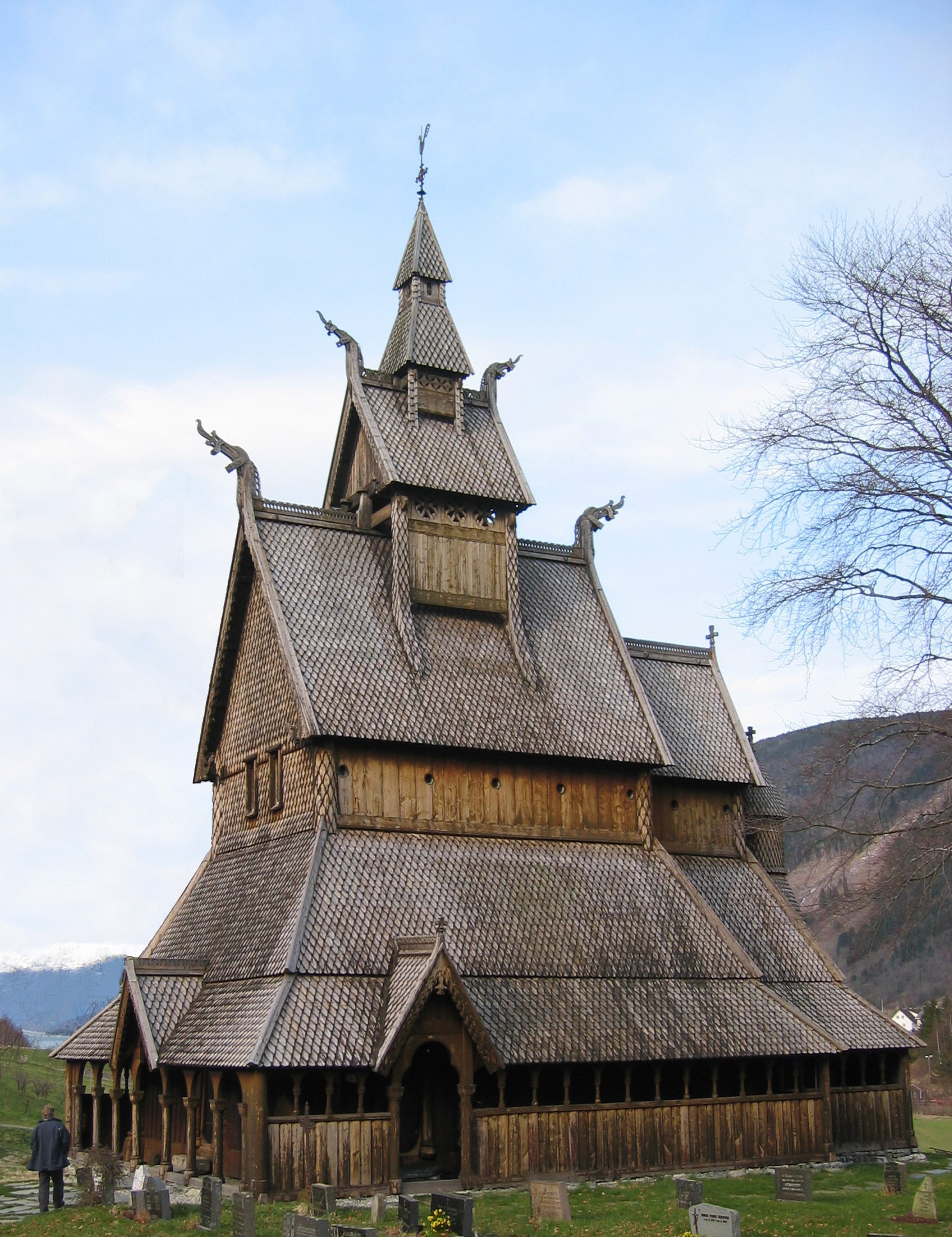
Hopperstad stavkirke
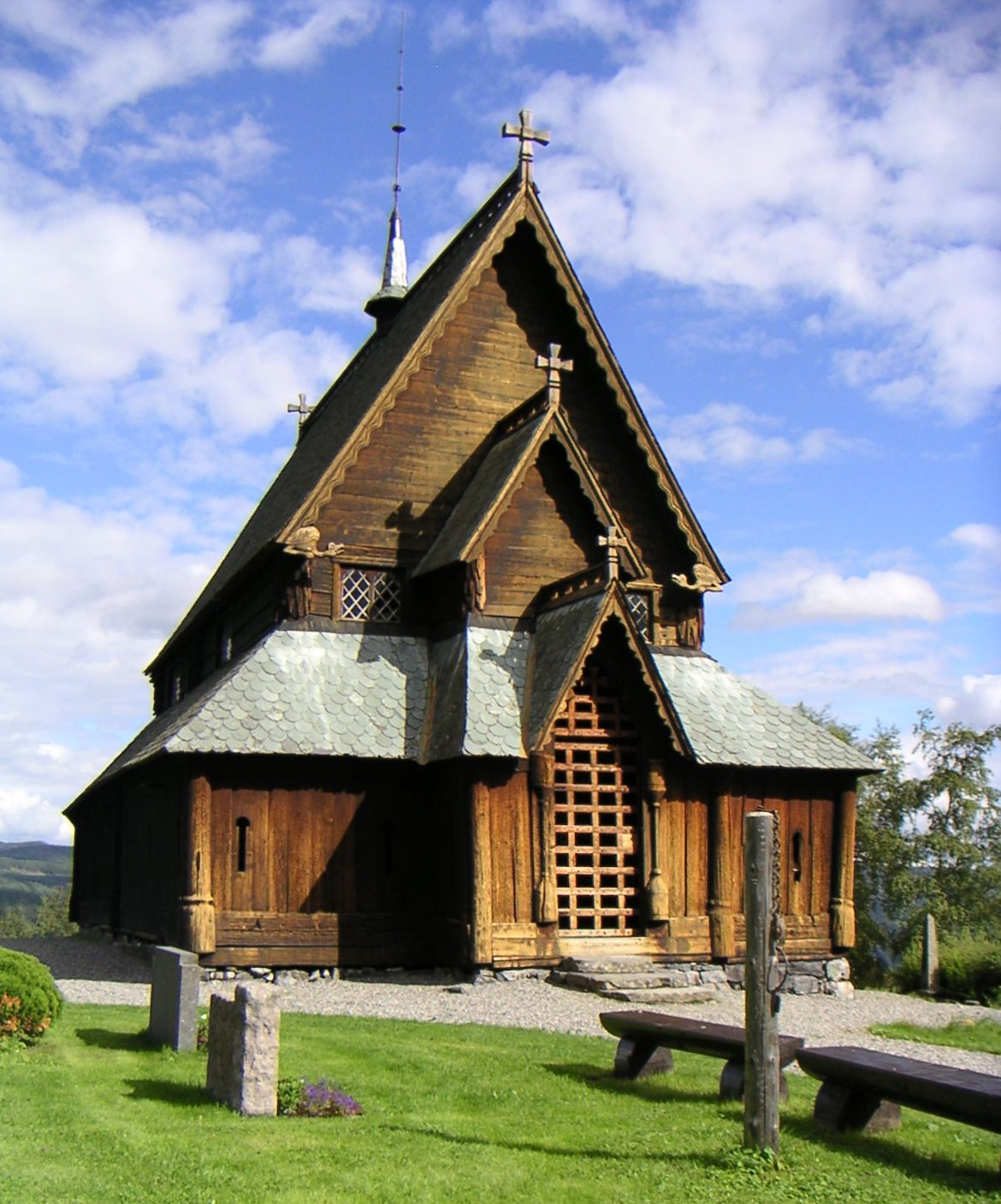
Reinli stavkirke
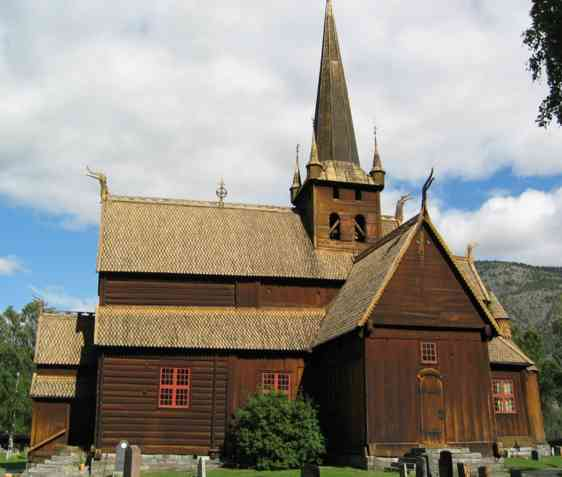
Lom stavkirke
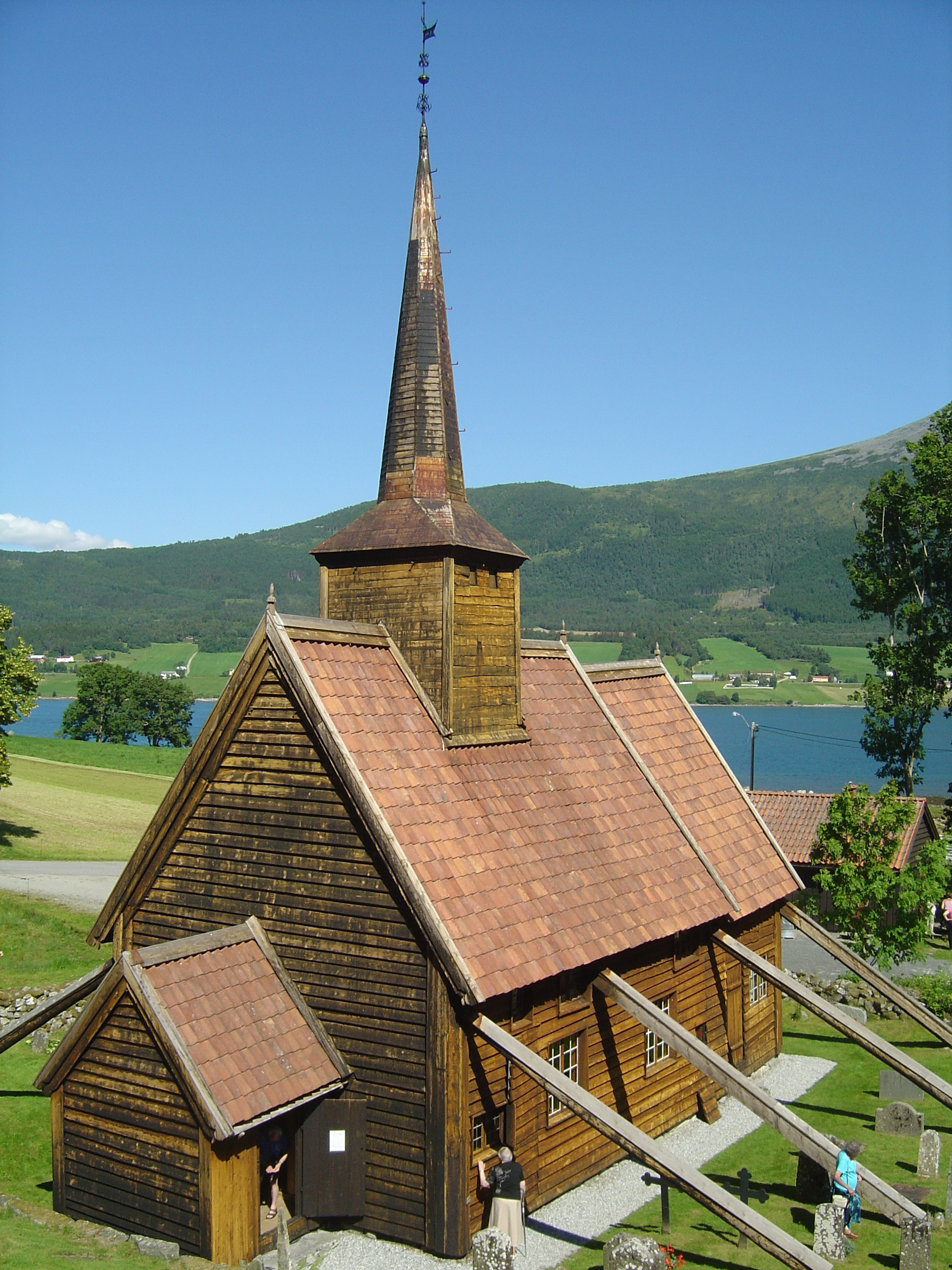
Rødven stavkirke
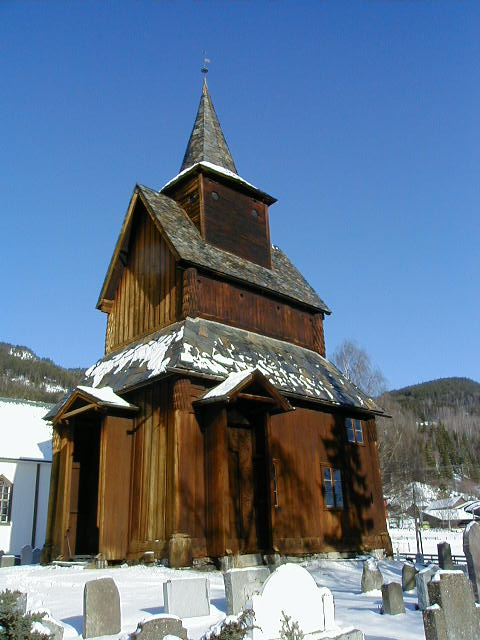
Torpo stavkirke
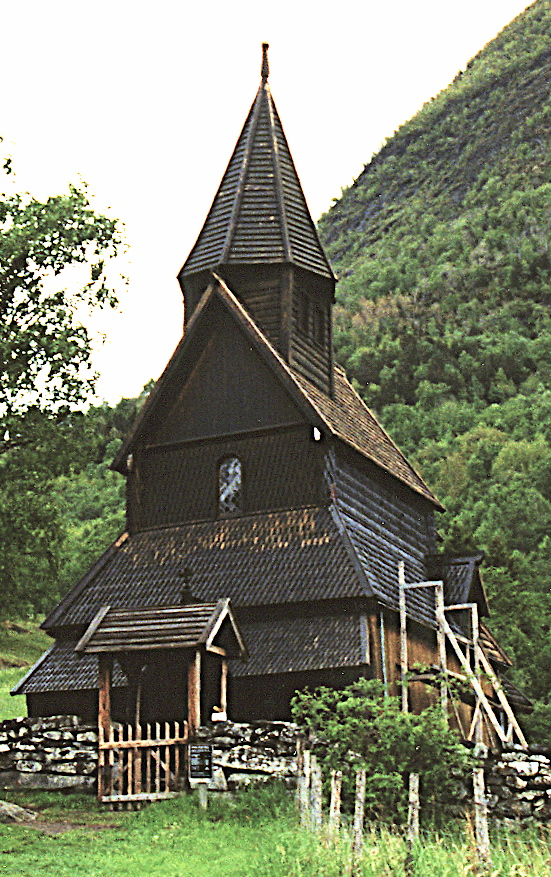
Urnes stavkirke
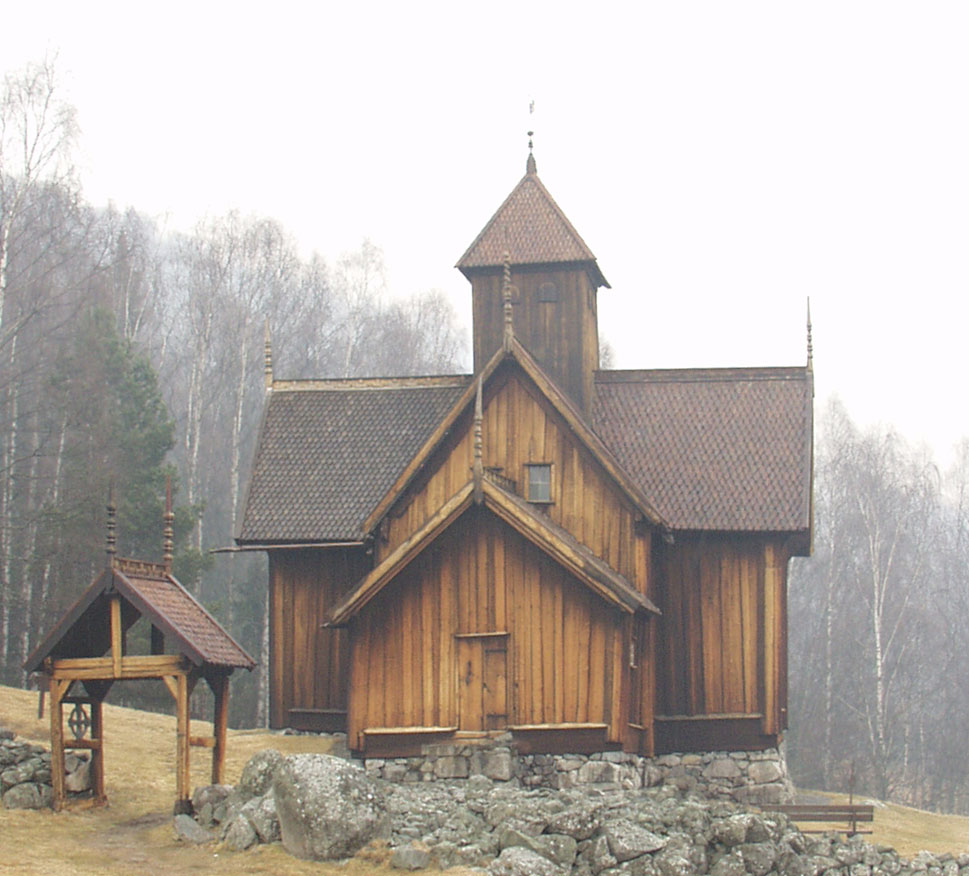
Uvdal stavkirke
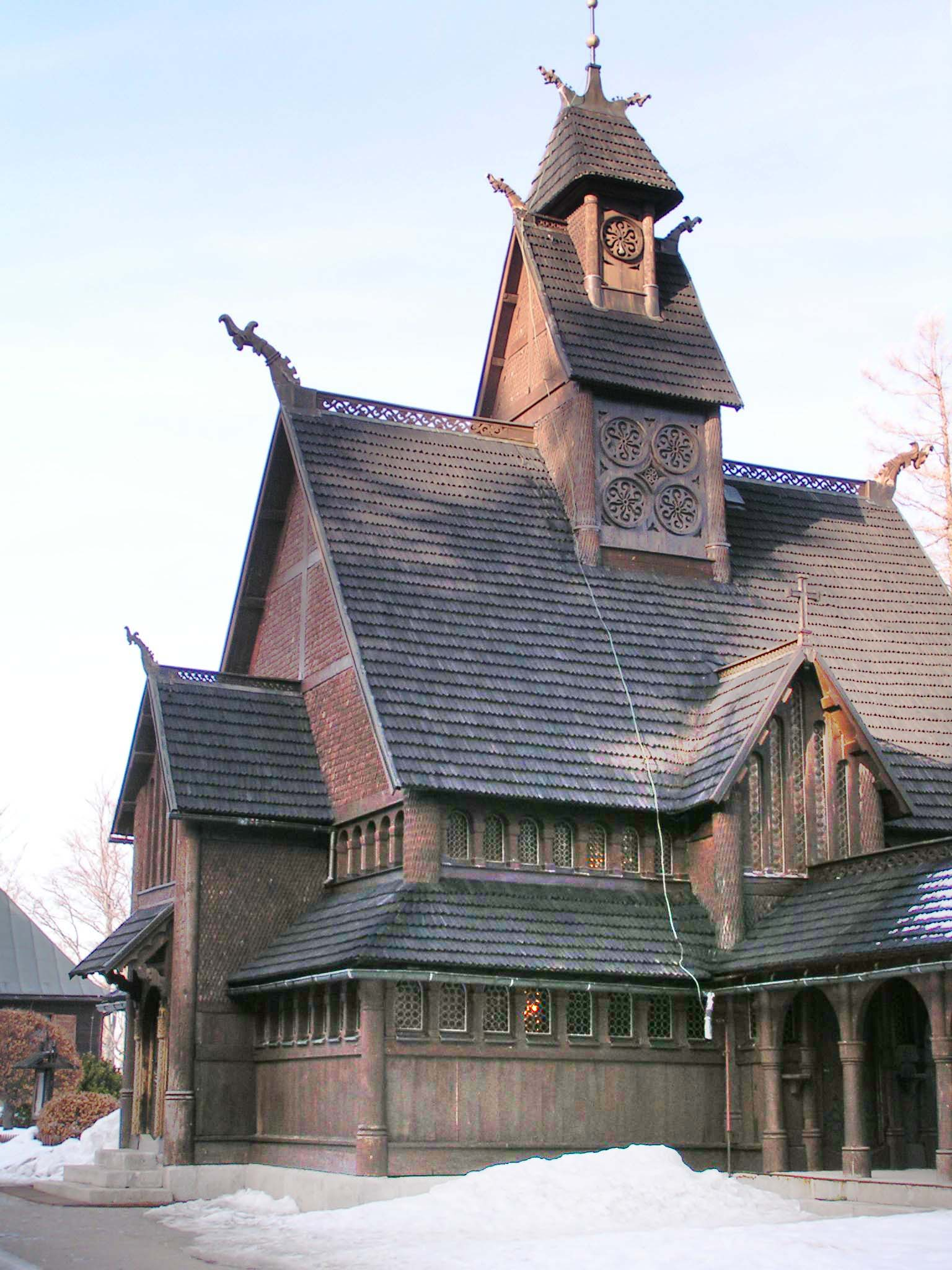
Kościół z Vang (obecnie w Karpaczu)